# Унтервайсенбах
Унтервайсенбах (нім. Unterweißenbach) — ринкове містечко у Верхній Австрії в окрузі Фрайштадт у Мюльфіртелі з 2156 мешканцями (станом на 1 січня 2023 р.).

## Географія

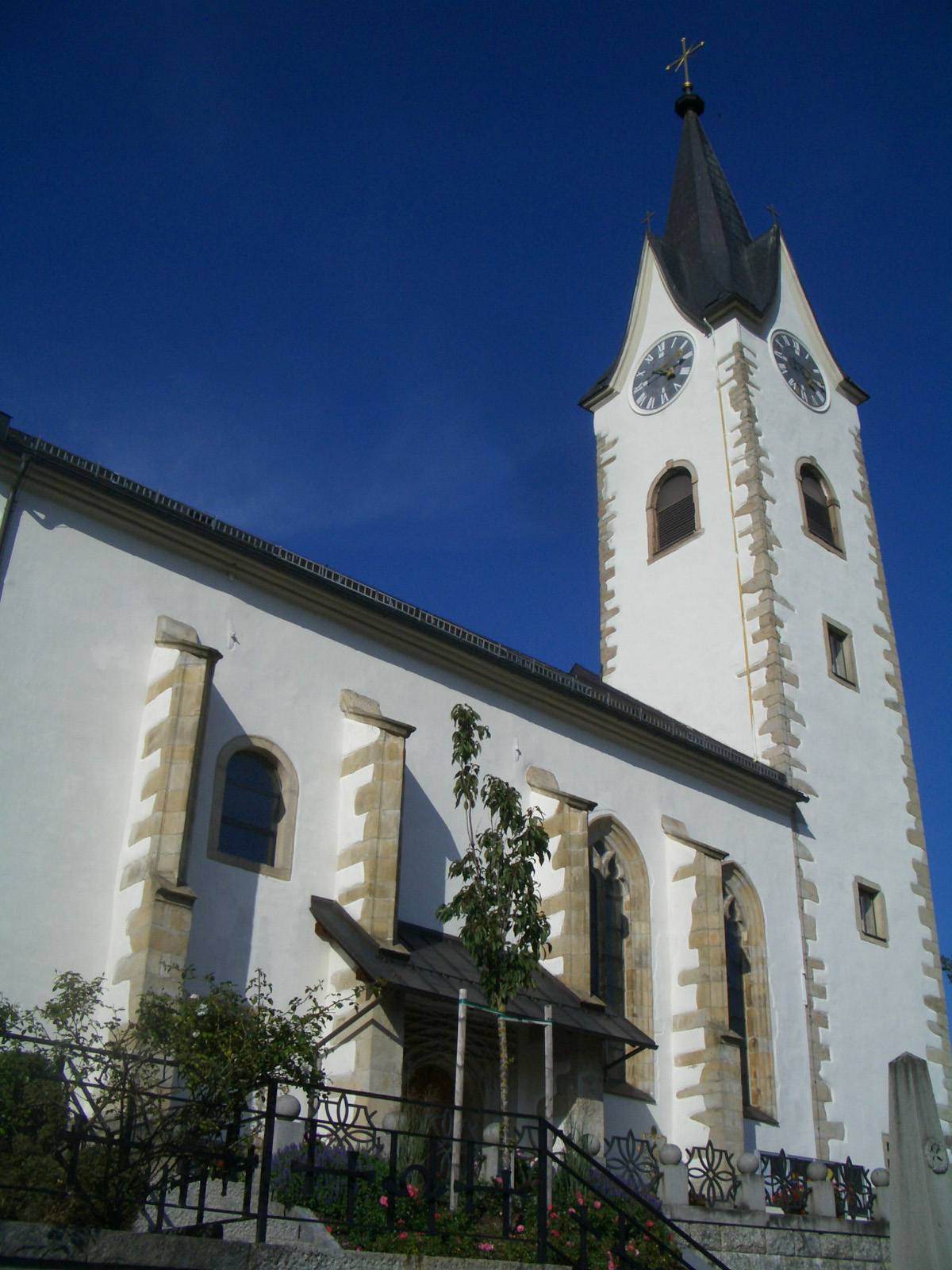
Парафіяльна церква Унтервайсенбах

Унтервайсенбах знаходиться в Мюльфіртелі на висоті 640 м. Протяжність 10,5 кілометрів з півночі на південь і 11.7 кілометрів із заходу на схід. Загальна площа 48,69 км². Більш ніж половина території займає ліс, понад сорок відсотків використовується для потреб сільського господарства.

## Конгрегаційна структура
До складу муніципального району входять 16 населених пунктів (кількість жителів у дужках станом на 1 січня 2023):
- Гора Аглас (85)
- Дауербах (45)
- Энебит Страйк (73)
- Графеншлаг (54), включаючи Шламперльштатт
- Грейнер Страйк (65)
- Хаксток (57)
- Хінтерберг (106)
- Хінтеррайт (34)
- Ландсхут (162)
- Мьотлас (180), включаючи будинки Метласберг та Ебмер.
- Ноймюль (72)
- Обермюль (113)
- Шаттау (81), включаючи Оберхааса та Шаттауера
- Унтервайсенбах (883)
- Вільдберг (55)
- Обмотка (91)

Громада складається з двох кадастрових кварталів: Ландсхут і Унтервайсенбах.

## Населення
| Населення | Населення | Населення | Населення | Населення |
| Рік       | Мешканців |           | Рік       | Мешканців |
| --------- | --------- | --------- | --------- | --------- |
| 1869 рік  | 2147      |           | 1951 рік  | 2181      |
| 1880 рік  | 2132      |           | 1961 рік  | 2285      |
| 1890 рік  | 2238      |           | 1971 рік  | 2474      |
| 1900 рік  | 2115      |           | 1981 рік  | 2501      |
| 1910 рік  | 2127      |           | 1991 рік  | 2465      |
| 1923 рік  | 2160      |           | 2001 рік  | 2299      |
| 1934 рік  | 2264      |           | 2011 рік  | 2315      |
| 1939 рік  | 2283      |           | 2021 рік  | 2149      |